# Pedro Arias Dávila
Pedro Arias Dávila, alias Pedrarías (Segovia, 1440? – Léon, 6 marzo 1531), è stato governatore spagnolo di Panama e Nicaragua.

## Biografia
Nacque a Segovia, città della Spagna centrale, attorno al 1440. Si distinse in diverse guerre del XV secolo e fu chiamato "Il Galante" e "Il Grande Giostratore" per la quantità di tornei e giostre a cui prese parte. Nel 1513, fu nominato governatore di Castilla del Oro (che comprendeva gran parte dell'attuale Panama e la costa pacifica della Costa Rica).
Fu il fondatore del primo insediamento della città di Panama (chiamata attualmente Panama vecchio). Si distinse per il suo temperamento sanguinario e ambizioso e per l'estrema crudeltà con cui trattò sia gli indios sia gli spagnoli che erano al suo comando. Per questo fu soprannominato "Furor domini" ("ira di Dio"). Bartolomé de Las Casas, lo definisce "uno sciagurato governatore, crudelissimo tiranno, spietato e senza alcuna saggezza", in quanto responsabile dei massacri degli indios sul continente.
Tra i crimini che commise: fece decapitare Vasco Núñez de Balboa, fidanzato di sua figlia Maria de Peñalosa, e Francisco Hernández de Córdoba, fondatore delle città di León, di Granada di Nicaragua e del paese di Bruselas, nei pressi del Golfo di Nicoya, in territorio costaricano.
A causa delle gravi accuse mosse contro di lui, fu rimosso dal governo di Castilla del Oro, in cui gli succedette Pedro de los Ríos y Gutiérrez de Aguayo, ma, successivamente, fu nominato governatore di tutto il Nicaragua, incarico che esercitò fino al 1528. Morì a Leòn (all'epoca nel Vicereame della Nuova Spagna, oggi in Nicaragua) nel 1531.